# Augsburger Panther
Die Augsburger Panther sind eine deutsche Eishockeymannschaft (offizielle Abkürzung: AEV) aus dem bayerisch-schwäbischen Augsburg, die aktuell in der Deutschen Eishockey Liga spielt. 1994 wurde das Gründungsmitglied der Liga in eine Gesellschaft mit beschränkter Haftung vom 1878 gegründeten Augsburger Eislaufverein AEV ausgelagert, der Stammverein ist noch heute für den Nachwuchsbereich verantwortlich.
Der bislang größte Erfolg des Clubs, dessen Mannschaften ihre Heimspiele seit 1936 im Eisstadion am Schleifgraben (seit 1971 Curt-Frenzel-Stadion) austragen, war der Gewinn der Vizemeisterschaft 2010 neben dem Gewinn der Zweitligameisterschaft im Jahr 1994. Die Vereinsfarben der Augsburger Panther sind rot, grün und weiß.

## Geschichte

### Die Anfänge im Augsburger Eishockey
Der Augsburger EV wurde 1878 gegründet und ist somit einer der ältesten Eislauf betreibenden Vereine Deutschlands. Sein erstes Eishockeyspiel richtete er jedoch erst 1929 aus: Am 5. Februar 1929 traf man auf die zweite Mannschaft der HG Nürnberg und unterlag mit 1:5. Während des Zweiten Weltkrieges spielte der AEV in der höchsten bayerischen Spielklasse, der A-Klasse; teilweise in einer Kriegsspielgemeinschaft mit dem TSV Schwaben Augsburg.

### HC Augsburg
Nach dem Zweiten Weltkrieg kam es zu einem Neubeginn unter dem Namen HCA „Yellow Tigers“. Bereits 1946/47 nahm man an der Bayerischen Meisterschaft teil. 1947/48 konnte man sich erstmals für die Endrunde der deutschen Meisterschaft qualifizieren und belegte den fünften Platz. Dadurch qualifizierte man sich auch für die neue Eishockey-Oberliga. Nach einem erneuten fünften Platz 1948/49 stieg man 1949/50 ab. In dieser Saison hatte die Mannschaft erst Ende Januar Eis in Augsburg und konnte bis dahin weder zu Hause spielen noch trainieren. So kam es zu heftigen Niederlagen, unter anderem einem 1:31 beim amtierenden Meister EV Füssen. 1953 kam es zur Umbenennung in den Augsburger Eis- und Rollsportverein (AERV), es stellten sich jedoch keine weiteren Erfolge ein.

### Neubeginn unter Curt Frenzel
1962 wurde ein weiterer Neubeginn unter Curt Frenzel mit dem alten Namen AEV gewagt. Sechs Jahre später schaffte man endlich den Aufstieg in die erste Bundesliga. Bemerkenswert ist, dass der FC Bayern München in den 60er-Jahren ein Team in der Bundesliga am Start hat, das 1969 ein unrühmliches Ende findet. Der damalige Bayern-Manager Robert Schwan sorgt dafür, dass die Mannschaft wegen „Ligauntauglichkeit“ aufgelöst wird. Der Augsburger EV kauft das Team für 135.000 Mark auf, die Ausrüstung gibt’s vom FC Bayern als Gratis-Zugabe. In der Saison 1969/70 erreichte man unter dem späteren Bundestrainer Xaver Unsinn einen 5. Platz.

### Die Zeit in der zweiten Bundesliga
Nach dem Abstieg 1974 konnte man zweimal für eine Saison in die Bundesliga zurückkehren.
1979 zog sich der AEV aus wirtschaftlichen Gründen in die Oberliga zurück. Es folgten zwei Übergangsjahre in dieser Liga, ehe man 1981 nach einer starken Saison wieder in die 2. Bundesliga aufsteigen konnte. Dort verblieb der Klub allerdings nicht sehr lange und stieg bereits nach dem ersten Jahr wieder in die dritthöchste deutsche Spielklasse ab. Die folgende Saison konnte das Team souverän meistern und qualifizierte sich somit sportlich erneut für die 2. Bundesliga. Vier Jahre verbrachte man anschließend in der Spielklasse, bis sich der AEV zum Ende der Saison 1986/87 trotz eines zweiten Platzes aus der Liga zurückzog und folglich in der Oberliga spielte. Nach dieser wechselhaften Zeit sollte ein Neubeginn unter neuem Management für stetigere Erfolge sorgen.
1989 gelang der Aufstieg in die 2. Bundesliga und der AEV sicherte sich in den nächsten Jahren den Klassenerhalt. 1993 verfehlte der AEV nach einem ersten Platz zum Abschluss der Hauptrunde nur knapp den Einzug in die 1. Bundesliga. Im Play-off-Halbfinale verlor man eine leidenschaftliche Serie gegen den ES Weißwasser.
| Saisondaten 1948 bis 1994 | Saisondaten 1948 bis 1994 | Saisondaten 1948 bis 1994 | Saisondaten 1948 bis 1994 | Saisondaten 1948 bis 1994 | Saisondaten 1948 bis 1994 | Saisondaten 1948 bis 1994 | Saisondaten 1948 bis 1994 |
| Saison                    | Liga                      | Klasse                    | Gruppe                    | Platz                     | PO                        | PD                        | Endrunde                  |
| ------------------------- | ------------------------- | ------------------------- | ------------------------- | ------------------------- | ------------------------- | ------------------------- | ------------------------- |
| 1993/94                   | 2. Bundesliga             | I I                       | Süd                       | Meister                   | 2. BL                     |                           | Meister ↑                 |
| 1992/93                   | 2. Bundesliga             | I I                       | Süd                       | Meister                   | X                         |                           | Halbfinale                |
| 1991/92                   | 2. Bundesliga             | I I                       | Süd                       | Meister                   | BL                        |                           | 5. Platz                  |
| 1990/91                   | 2. Bundesliga             | I I                       | Süd                       | 4. Platz                  | 2. BL                     |                           | 7. Platz                  |
| 1989/90                   | 2. Bundesliga             | I I                       | Süd                       | 5. Platz                  |                           | X                         | 3. Platz                  |
| 1988/89                   | Oberliga                  | I I I                     | –                         | Meister                   | 2. BL                     |                           | 2. Gruppe A ↑             |
| 1987/88                   | Oberliga                  | I I I                     | Süd                       | 11. Platz                 |                           | X                         | 1. Gruppe B               |
| 1986/87                   | 2. Bundesliga             | I I                       | Süd                       | Vizemeister               | BL                        |                           | Rückzug ↓                 |
| 1985/86                   | 2. Bundesliga             | I I                       | Süd                       |                           |                           |                           | Meister                   |
| 1984/85                   | 2. Bundesliga             | I I                       | Süd                       | Vizemeister               | BL                        |                           | 8. Platz                  |
| 1983/84                   | 2. Bundesliga             | I I                       | Süd                       | Vizemeister               | 2. BL                     |                           | 3. Gruppe A               |
| 1982/83                   | Oberliga                  | I I I                     | Süd                       | 3. Platz                  | 2. BL                     |                           | 2. Gruppe B ↑             |
| 1981/82                   | 2. Bundesliga             | I I                       | Süd                       | 3. Platz                  | 2. BL                     |                           | Rückzug ↓                 |
| 1980/81                   | Oberliga                  | I I I                     | Süd                       | Meister                   | 2. BL                     |                           | 1. Platz ↑                |
| 1979/80                   | Oberliga                  | I I I                     | Süd                       | 3. Platz                  | OL                        |                           | 3. Gruppe 2               |
| 1978/79                   | Bundesliga                | I                         |                           | 10. Platz                 |                           | X                         | Rückzug ↓                 |
| 1977/78                   | 2. Bundesliga             | I I                       |                           | 1. Platz                  |                           |                           | Meister ↑                 |
| 1976/77                   | Bundesliga                | I                         |                           |                           |                           |                           | 10. Platz ↓               |
| 1975/76                   | 2. Bundesliga             | I I                       |                           |                           |                           |                           | Meister ↑                 |
| 1974/75                   | 2. Bundesliga             | I I                       |                           |                           |                           |                           | Vizemeister               |
| 1973/74                   | Bundesliga                | I                         |                           |                           |                           |                           | 10. Platz ↓               |
| 1972/73                   | Bundesliga                | I                         |                           |                           |                           |                           | 9. Platz                  |
| 1971/72                   | Bundesliga                | I                         |                           |                           |                           |                           | 6. Platz                  |
| 1970/71                   | Bundesliga                | I                         |                           |                           |                           |                           | 6. Platz                  |
| 1969/70                   | Bundesliga                | I                         |                           | 5. Platz                  | X                         |                           | 5. Platz                  |
| 1968/69                   | Bundesliga                | I                         | Süd                       | 3. Platz                  | X                         |                           | 5. Platz                  |
| 1967/68                   | Oberliga                  | I I                       | Süd                       | Vizemeister               | BL                        |                           | 2. Platz ↑                |
| 1966/67                   | Oberliga                  | I I                       | Süd                       | Meister                   | OL                        |                           | Meister                   |
| 1965/66                   | Regionalliga              | I I I                     | Süd                       | Meister                   | RL                        |                           | Meister ↑                 |
| 1964/65                   | Gruppenliga               | I I I                     | Süd                       | Vizemeister               | GL                        |                           | 4. Platz                  |
| 1963/64                   | Landesliga                | I V                       |                           |                           | X                         |                           | Bayr. Meister ↑           |
| 50/51-62-63               | BEV                       |                           |                           |                           |                           |                           |                           |
| 1949/50                   | Oberliga                  | I                         |                           |                           |                           |                           | 8. Platz ↓                |
| 1948/49                   | Oberliga                  | I                         |                           |                           |                           |                           | 5. Platz                  |
| 1947/48                   | Deutsche Meisterschaft    | I                         |                           | 3. Platz                  | Süd                       |                           | 5. Platz                  |
| 1946/47                   | Landesliga                |                           |                           |                           |                           |                           |                           |

Quelle: passionhockey.com, Quelle: rodi-db.de, Auf-/Abstieg ↑ ↓

### Aufstieg in die Deutsche Eishockey Liga
Zur Gründung der DEL im Jahr 1994 stieg auch der AEV in diese Klasse auf und war so von Beginn an dabei. Die Profimannschaft des AEV benannte sich in Augsburger Panther um und besteht seither in Form einer GmbH. Die Premierensaison der DEL verlief für die Panther nicht so erfolgreich. Nach der Hauptrunde belegte das Team nur den 13. Platz, konnte damit allerdings trotzdem in die anschließenden Play-offs einziehen. Dort traf man im Achtelfinale auf die Krefeld Pinguine. Der AEV verlor diese Serie mit 1:4 Spielen.
Die folgende Saison sollte zunächst nicht besser werden. Nach der Hauptrunde verbesserte sich die Mannschaft um Topscorer Duanne Moeser lediglich um einen, auf den zwölften Platz. Im Play-off-Achtelfinale hieß der Gegner Schwenninger Wild Wings. Die Panther konnten sich in der best-of-five-Serie mit 3:1 Spielen durchsetzten und zogen somit erstmals ins Viertelfinale ein. Mit den Kölner Haien traf man auf einen Meisterschaftskandidaten, der am Ende die besseren Einzelspieler in seinen Reihen hatte und somit den AEV klar mit 3:0 Siegen besiegen konnte.

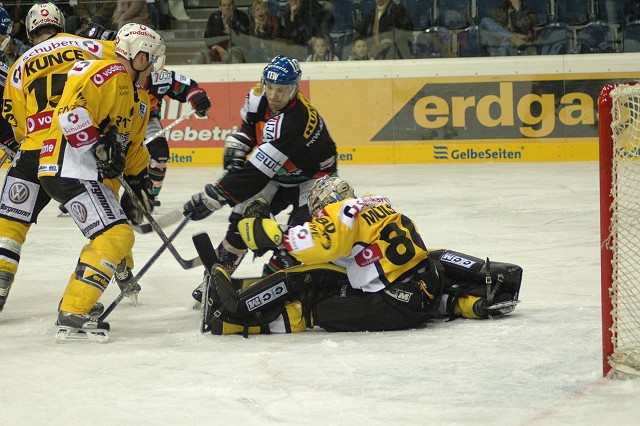
Augsburg beim Spiel gegen die Krefeld Pinguine

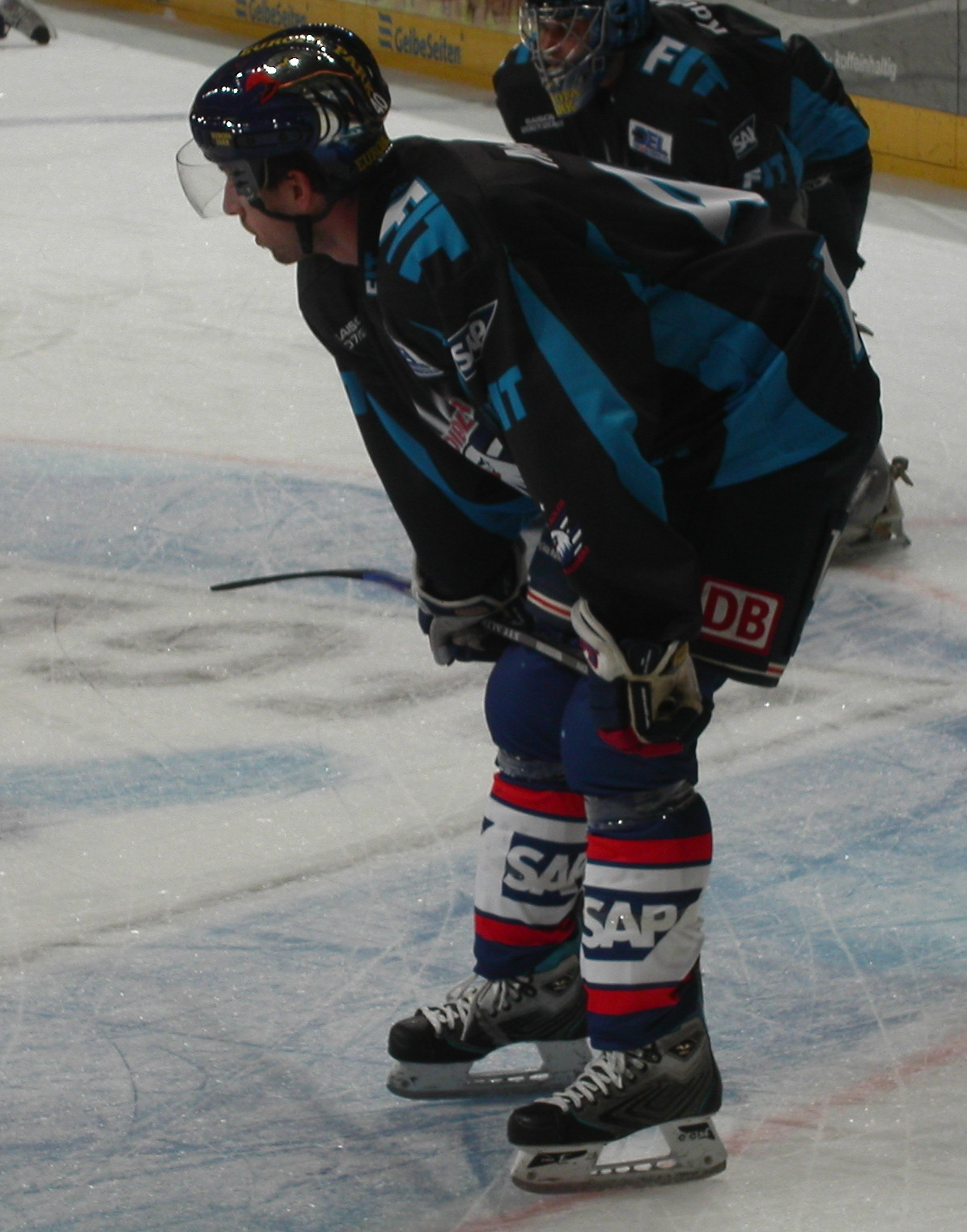
Erreichte mit den Panthern 2005 das Play-off-Viertelfinale, François Méthot

Die Spielzeit 2000/01 verlief deutlich schlechter. Die Panther konnten nur den 14. Platz erreichen und verpassten somit die vorher angestrebten Play-offs. Die Mannschaft enttäuschte auf ganzer Linie und lief den eigenen Ambitionen hinterher. Bester Scorer des Teams war der damals 36 Jahre alte Russe Sergej Wostrikow. Er erzielte in 56 Spielen 78 Scorerpunkte.
Eine Saison später konnte der AEV durch einen achten Platz wieder in die Play-offs einziehen. Der dortige Gegner war der Vizemeister des Jahres 2001, die München Barons. Das erste Spiel in München konnten die Panther vor ausverkaufter Halle mit 6:5 für sich entscheiden. In Spiel zwei siegten die Barons knapp mit 2:1 und glichen die prestigeträchtige Serie zum 1:1 aus. Vor erneut ausverkaufter Kulisse im Münchner Olympia-Eissportzentrum, siegten die Barons in einem hart umkämpften Spiel mit 4:2 und gingen damit zum ersten Mal in dieser Serie mit 2:1 in Führung. Das vierte Spiel konnten sie ebenfalls gewinnen und zogen ins Halbfinale ein. Die Panther schieden somit erneut im Viertelfinale aus.
In den folgenden zwei Spieljahren konnte der AEV die Play-offs nicht erreichen, trotz prominenter Akteure wie die ehemaligen NHL-Spieler Greg Leeb oder Chris Armstrong. Zur Spielzeit 2004/05 gab es einen Umbruch innerhalb der Mannschaft. Mehrere Spieler verließen den AEV in Richtung finanzkräftiger DEL-Klubs. Konsequenz daraus war der Austausch des halben Kaders. Die Verantwortlichen der Panther setzten nunmehr überwiegend auf eine Mischung aus jungen, talentierten deutschen und erfahrenen ausländischen Spielern. Die Rechnung schien aufzugehen. Der Augsburger Eishockeyverein erreichte nach zweijähriger Pause wieder die Play-offs. Nach einer soliden Hauptrunde belegte das Team den siebten Platz und positionierte sich damit sogar vor den favorisierten Clubs aus Hamburg, Düsseldorf oder Hannover. Im Viertelfinale der Play-offs trafen die Augsburger Panther auf den Meisterschaftsfavoriten Eisbären Berlin. Letzten Endes war der AEV ohne Chance und schied klar mit 4:1 aus.
Die nächsten drei Jahre waren ohne jeden Erfolg. Man konnte die Play-offs nicht erreichen und belegte mit den Plätzen 12, 13 und 12 jeweils einen Rang im unteren Tabellendrittel.
Die Panther haben ab 2007/08 eine Zusammenarbeit mit dem EC Peiting vereinbart, so dass Förderlizenzspieler der Panther in Peiting zum Einsatz kommen sollen. Manager der Panther ist seit der Saison 2005/06 Max Fedra, der schon Manager der Landshut Cannibals, München Barons und Hamburg Freezers war. Fedra tritt die Nachfolge von Karl-Heinz Fliegauf an, der vor der Saison, nach elf Jahren bei den Panthern, zu den Frankfurt Lions wechselte und inzwischen bei den Grizzly Adams Wolfsburg tätig ist. Am 13. Dezember 2007 gaben die Panther bekannt, dass der Vertrag von Trainer Paulin Bordeleau im gegenseitigen Einvernehmen aufgelöst wurde.
Zur Saison 2008/09 gab es auf der Torhüterposition drei Neuverpflichtungen aus der 2. Liga (Dennis Endras – Ravensburg, Andreas Tanzer – Landsberg, Leonhard Wild – München). Als Stammtorhüter konnte sich Dennis Endras behaupten, der vom Fachmagazin Eishockey News zum „Rookie des Jahres“ in der DEL gewählt wurde und der den Sprung in die deutsche Nationalmannschaft schaffte. Mit dem zehnten Platz zum Ende der Hauptrunde 2008/09 wurden die als Saisonziel ausgegebenen Pre-Playoffs erreicht. Hier unterlag das Team gegen den EHC Wolfsburg nach vier Spielen (1:2, 4:1, 1:0, 4:3 n. V.).
Zur Saison 2009/10 konnte das Grundgerüst der Mannschaft aus der Vorsaison gehalten werden. Dem Trainer Larry Mitchell gelang es, eine schlagkräftige Mischung aus jungen deutschen Spielern und Nordamerikanern zusammenzustellen. Bis zur Länderspielpause belegte die Mannschaft durchgängig einstellige Tabellenpositionen. Larry Mitchell gelang es, die Mannschaft – trotz Bekanntwerden der Vertragsabschlüsse einiger Schlüsselspieler bei Konkurrenten – so zu motivieren, dass die Pre-Playoffs mit dem achten Tabellenrang erreicht wurden. In den Pre-Playoffs setzte sich das Team gegen die Adler Mannheim nach zwei Spielen mit 2:0 durch. Im Viertelfinale gegen die Eisbären Berlin behielt es überraschenderweise mit 3:2 die Oberhand und erreichte das Halbfinale. Dieses gewann es mit 3:1 gegen die Grizzly Adams Wolfsburg und qualifizierte sich damit für das Finale um die deutsche Meisterschaft. Im Finale gegen die Hannover Scorpions verloren die Panther dreimal hintereinander mit 1:3, 2:3 n. V. und 2:4, so dass die Scorpions den Titel gewannen.
In der Saison 2010/11 war man von einer Finalteilnahme wie im Vorjahr weit entfernt. Die Panther gewannen nur 20 Spiele, wurden abgeschlagen Letzter und qualifizierten sich damit nicht für die Play-offs. Die Hauptrunde der Spielzeit 2011/12 beschloss das Team als Achter. Es fehlte nur ein Punkt zum direkten Erreichen des Viertelfinales. So aber ging es in den Pre-Play-offs gegen den Hauptrundenneunten, die Kölner Haie. Im Hinspiel, was die Panther zu Hause bestritten, war man den Haien deutlich unterlegen und verlor mit 1:5. Das Rückspiel in Köln konnte die Mannschaft ebenfalls nicht gewinnen und schied nach der 1:3-Niederlage aus.
In der Folgesaison wurde Augsburg in der Hauptrunde erneut Achter. Diesmal spielte man die Qualifikation für die Play-offs gegen die Straubing Tigers. Wie schon im Vorjahr verlor die Mannschaft beide Spiele. Die Saison 2013/14 schlossen die Panther die Hauptrunde auf dem 11. Platz ab und verpassten damit die Play-offs, 2014/15 wurde man 12. und verpasste erneut die Play-offs. Auch 2015/16 reichte es nicht für die Playoff-Teilnahme, die man erneut als 12. verpasste.
Die Hauptrunde der Saison 2016/17 schlossen die Panther auf dem sechsten Tabellenrang ab und traf im Play-off-Viertelfinale auf die drittplatzierten Nürnberg Ice Tigers. Die Serie ging bis ins siebte und entscheidende Spiel, in dem die Panther mit 3:5 unterlagen und somit ausschieden. In der Saison 2017/18 verpassten die Panther durch den 12. Platz erneut die Playoffs.
In der Saison 2018/19 spielte der AEV die beste Hauptrunde seit Gründung der Liga und schloss diese auf Tabellenrang drei ab. Dadurch qualifizierte sich der Club erstmals für die Champions Hockey League. Das DEL-Viertelfinale gegen die Düsseldorfer EG gewann das Team mit 4:3, im Halbfinale schied der AEV im entscheidenden siebten Spiel gegen den EHC Red Bull München aus. In der folgenden Saison erreichten die Augsburger Panther mit dem 10. Platz die Pre-Playoff-Ränge, allerdings wurden die Playoffs vor dem ersten Spiel gegen den ERC Ingolstadt aufgrund der COVID-19-Pandemie abgesagt. In den folgenden beiden Jahren verpassten die Panther jeweils die Playoffs.
Die Saison 2022/23 beendeten die Panther auf Platz 14 und standen somit als sportlicher Absteiger in die DEL2 fest. Da jedoch kein Verein aus der DEL2, welcher auch die Lizenzunterlagen für die DEL beantragt hatte, die Meisterschaft der DEL2 erlangte, verblieb der Club in der DEL.

### Platzierungen seit Gründung der DEL
Zur Saison 1994/95 wurde die Eishockey-Bundesliga durch die Deutsche Eishockey Liga ersetzt, der die Augsburger Panther als Gründungsmitglied seitdem ununterbrochen angehören. Bisher konnte man zwölfmal die Play-offs erreichen, wobei man dreimal über die erste Runde hinauskam. Im Jahr 2010 gelang mit der Vizemeisterschaft der größte Erfolg der Vereinsgeschichte.
1997 musste man als Tabellendreizehnter in den Play-downs antreten und sicherte sich den Klassenerhalt mit 3:0 Siegen gegen die Wedemark Scorpions
| Saison  | Liga | Vorrunde   | Playoffs | Zuschauer Ø |
| ------- | ---- | ---------- | --- | ----------- |
| 1994/95 | DEL  | 13. Platz  | Play-off-Achtelfinale – 4:1 Niederlagen gegen die Krefeld Pinguine | 4.962       |
| 1995/96 | DEL  | 12. Platz  | Play-off-Achtelfinale – 3:1 Siege gegen die Schwenninger Wild Wings; Play-off-Viertelfinale – 3:0 Niederlagen gegen die Kölner Haie | 4.235       |
| 1996/97 | DEL  | 13. Platz  | Play-downs – 3:0 Siege gegen die Wedemark Scorpions | 3.967       |
| 1997/98 | DEL  | 14. Platz  | 1. Play-off-Qualifikationsrunde – 3:1 Siege gegen die Berlin Capitals; 2. Play-off-Qualifikationsrunde – 2:0 Niederlagen gegen die Hannover Scorpions                                                                                                | 3.578       |
| 1998/99 | DEL  | 8. Platz   | Play-off-Viertelfinale – 3:2 Niederlagen gegen die Nürnberg Ice Tigers | 4.352       |
| 1999/00 | DEL  | 8. Platz   | Play-off-Viertelfinale – 3:0 Niederlagen gegen die Kölner Haie | 4.182       |
| 2000/01 | DEL  | 14. Platz  | – | 3.375       |
| 2001/02 | DEL  | 8. Platz   | Play-off-Viertelfinale – 3:1 Niederlagen gegen die München Barons | 4.426       |
| 2002/03 | DEL  | 11. Platz  | – | 3.882       |
| 2003/04 | DEL  | 9. Platz   | – | 4.812       |
| 2004/05 | DEL  | 7. Platz   | Play-off-Viertelfinale – 4:1 Niederlagen gegen die Eisbären Berlin | 4.481       |
| 2005/06 | DEL  | 12. Platz  | – | 3.726       |
| 2006/07 | DEL  | 13. Platz  | – | 3.111       |
| 2007/08 | DEL  | 12. Platz  | – | 3.374       |
| 2008/09 | DEL  | 10. Platz  | Play-off-Qualifikation – 3:1 Niederlagen gegen die Grizzly Adams Wolfsburg | 3.776       |
| 2009/10 | DEL  | 8. Platz   | Play-off-Qualifikation – 2:0 gegen Adler Mannheim; Play-off-Viertelfinale – 3:2 gegen Eisbären Berlin; Play-off-Halbfinale – 3:1 gegen Grizzly Adams Wolfsburg; Play-off-Finale – 0:3 verloren gegen Hannover Scorpions, damit Deutscher Vizemeister | 4.138       |
| 2010/11 | DEL  | 14. Platz  | – | 3.434       |
| 2011/12 | DEL  | 8. Platz   | Pre-Playoffs wurden erreicht, hier unterlagen die Panther den Kölner Haien mit 0:2-Siegen | 4.267       |
| 2012/13 | DEL  | 8. Platz   | Pre-Playoffs wurden erreicht, hier unterlagen die Panther den Straubing Tigers mit 0:2-Siegen | 4.192       |
| 2013/14 | DEL  | 11. Platz  | – | 5.236       |
| 2014/15 | DEL  | 12. Platz  | – | 4.777       |
| 2015/16 | DEL  | 12. Platz  | – | 4.972       |
| 2016/17 | DEL  | 6. Platz   | Play-off-Viertelfinale – 4:3 Niederlagen gegen die Nürnberg Ice Tigers | 5.045       |
| 2017/18 | DEL  | 12. Platz  | – | 5.025       |
| 2018/19 | DEL  | 3. Platz   | Play-off-Viertelfinale – 4:3 gegen Düsseldorfer EG; Play-off-Halbfinale – 4:3-Niederlage gegen den EHC Red Bull München | 5.621       |
| 2019/20 | DEL  | 10. Platz  | – | 5.586       |
| 2020/21 | DEL  | 6. Gr. Süd | – | –           |
| 2021/22 | DEL  | 11. Platz  | – | 3.048       |
| 2022/23 | DEL  | 14. Platz  | – | 5.276       |
| 2023/24 | DEL  | 14. Platz  | – |             |
| 2024/25 | DEL  | 13. Platz  | – | 5.932       |

Quelle: eishockey-online.com

### Erfolge
| - Deutscher Vizemeister 2010 - Aufstieg in die Bundesliga 1968, 1976, 1978 - Aufstieg in die Oberliga (1. Liga) 1948 - Deutscher Zweitliga-Meister 1976, 1986 (Süd), 1992 (Süd), 1994 - Deutscher Zweitliga-Vizemeister 1975, 1984 (Süd), 1985 (Süd), 1987 (Süd) - Deutscher Oberliga-Meister 1967 (Süd), 1981, 1989 (Süd) - Deutscher Oberliga-Vizemeister 1968 (Süd) | - Aufstieg in die 2. Bundesliga 1966, 1981, 1983, 1989 - Deutscher Regionalliga-Meister (3. Liga) 1966 - Meister Regionalliga Süd (3. Liga) 1966 - Vizemeister Gruppenliga Süd (3. Liga) 1965 - Aufstieg in die Gruppenliga (3. Liga) 1964 - Bayerischer Meister (4. Liga) 1964 |

#### Amateure
| - AEV-1b Aufstieg in die Oberliga 2002 - AEV-1b Aufstieg in die Regionalliga 2000 - AEV-1b Bayerischer Vizemeister 2000 - AEV-1b Aufstieg in die Bayernliga 1998 | - AEV-1b Bayerischer Landesliga-Meister 1998 - AEV-1b Aufstieg in die Landesliga 1995 - AEV-1b Bayerischer Bezirksliga-Vizemeister 2011 - AEV-1b Meister Bayerische-Bezirksliga West 1995, 2011 |

## Mannschaft

### Kader der Saison 2025/26

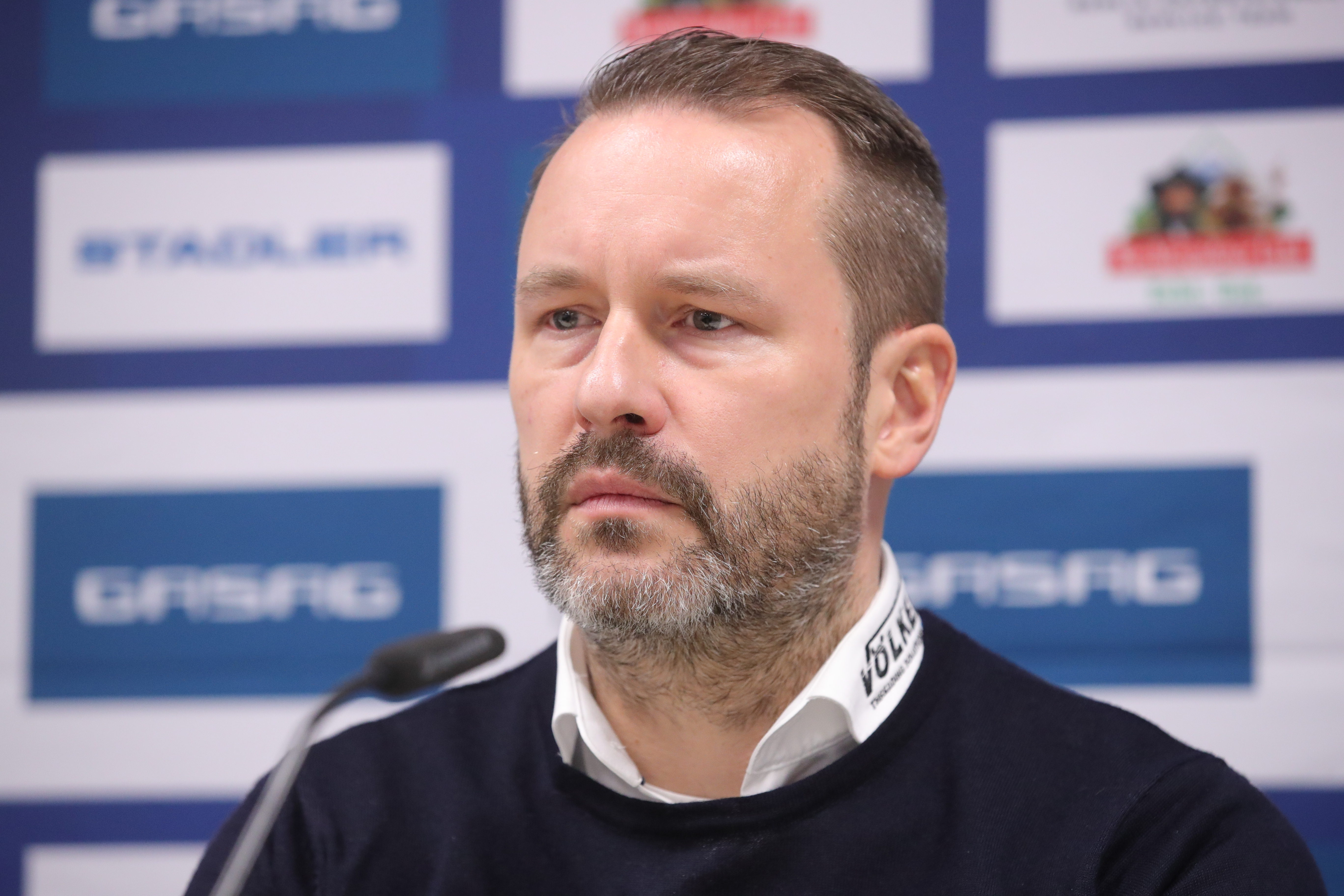
Thomas Dolak
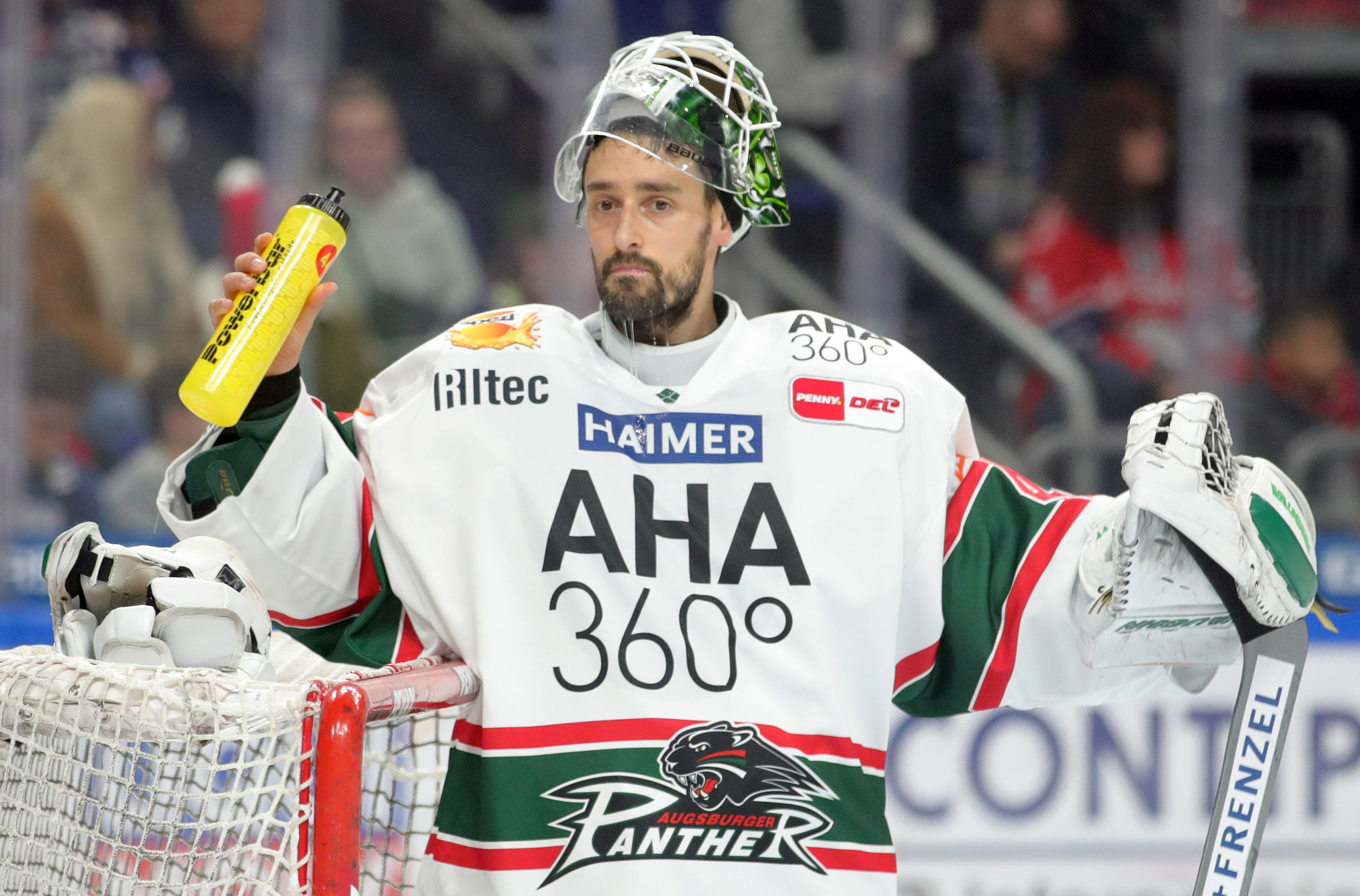
Dennis Endras
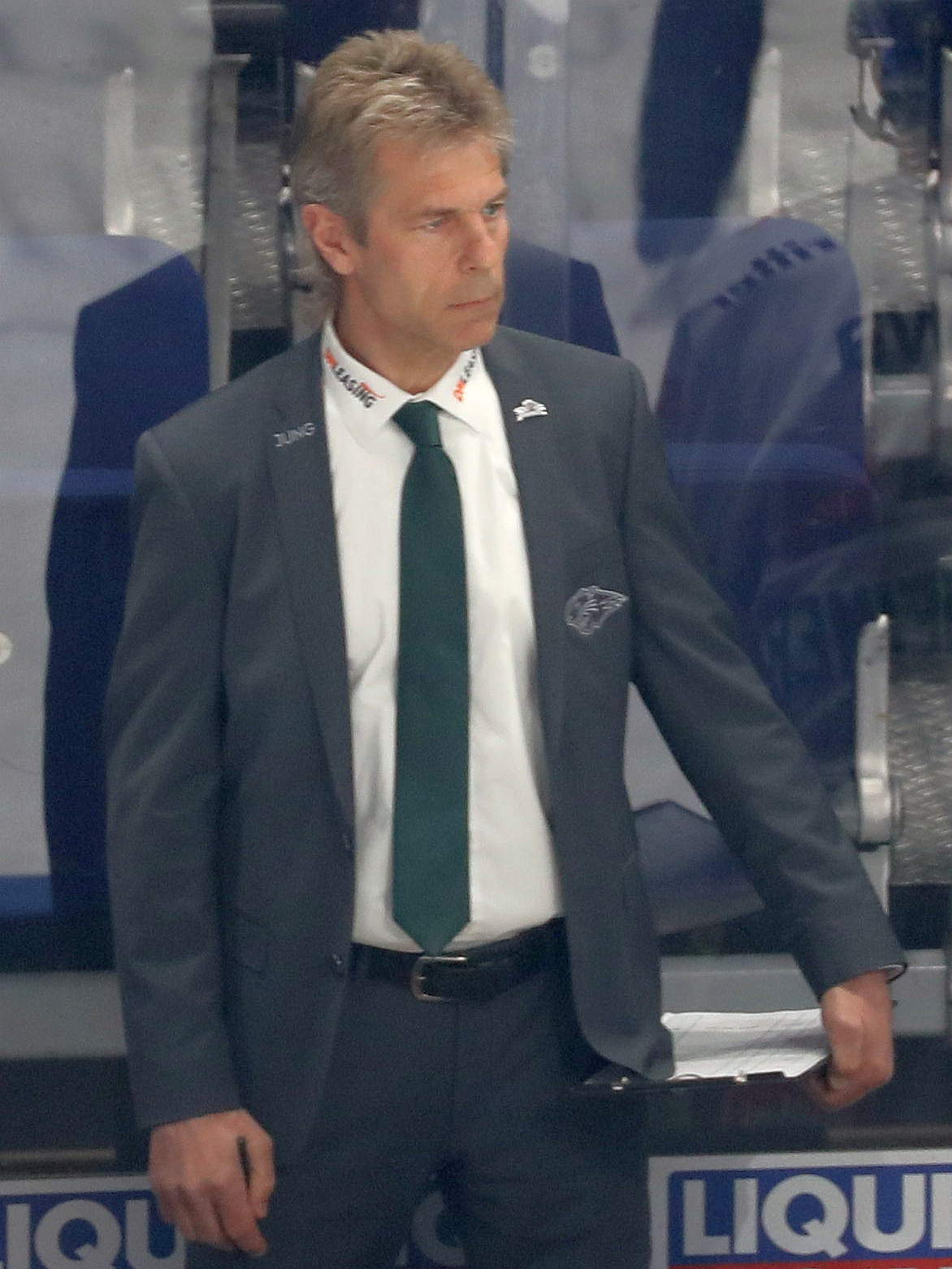
Duanne Moeser

Stand: 18. Juli 2025
| Nr. | Nat.               | Spieler                  | Pos. | Geburtsdatum       | im Team seit | Geburtsort                              |
| --- | ------------------ | ------------------------ | ---- | ------------------ | ------------ | --------------------------------------- |
| 34  | Kanada             | Michael Garteig          | G    | 5. November 1991   | 2025         | Prince George, British Columbia, Kanada |
| 41  |                    | Peyton Jones             | G    | 14. Februar 1996   | 2025         | Langhorne, Pennsylvania, USA            |
| 22  | Kanada             | Madison Bowey            | D    | 22. April 1995     | 2025         | Winnipeg, Manitoba, Kanada              |
| 55  |                    | Ryan Button              | D    | 26. März 1991      | 2025         | Edmonton, Alberta, Kanada               |
| 43  | Deutschland        | Leon van der Linde       | D    | 13. März 2003      | 2023         | Lindau, Deutschland                     |
| 27  | Vereinigte Staaten | Kyle Mayhew              | D    | 15. Dezember 1997  | 2025         | Anaheim Hills, Kalifornien, USA         |
| 60  | Deutschland        | Liron Pellizzari         | D    | 17. Februar 2009   | 2024         | Augsburg, Deutschland                   |
| 68  | Deutschland        | Fabrizio Pilu            | D    | 31. Oktober 2002   | 2025         | Mannheim, Deutschland                   |
| 58  | Deutschland        | Max Renner               | D    | 24. März 1992      | 2023         | Rosenheim, Deutschland                  |
| 62  | Kanada             | Thomas Schemitsch        | D    | 26. Oktober 1996   | 2024         | Thornhill, Ontario, Kanada              |
| 9   | Deutschland        | Moritz Wirth             | D    | 10. Juni 1999      | 2025         | Frankfurt am Main, Deutschland          |
| 26  | Deutschland        | Alexander Blank          | F    | 4. Februar 2002    | 2025         | Berlin, Deutschland                     |
| 14  | Vereinigte Staaten | D. J. Busdeker           | RW   | 25. September 1999 | 2024         | Dexter, Michigan, USA                   |
| 92  | Kanada             | Joseph Cramarossa        | LW   | 26. Oktober 1992   | 2025         | Markham, Ontario, Kanada                |
| 19  | Kanada             | Riley Damiani            | C    | 20. März 2000      | 2024         | Mississauga, Ontario, Kanada            |
| 67  | Deutschland        | Florian Elias            | C    | 7. April 2002      | 2024         | Augsburg, Deutschland                   |
| 46  | Deutschland        | Moritz Elias             | F    | 10. März 2004      | 2023         | Augsburg, Deutschland                   |
| 82  | Kanada             | Alexandre Grenier        | RW   | 5. September 1991  | 2025         | Laval, Québec, Kanada                   |
| 25  | Deutschland        | Christian Hanke          | F    | 10. Juli 2003      | 2022         | Forchheim, Deutschland                  |
| 52  | Deutschland        | Enrico Henriquez-Morales | F    | 15. Juli 2001      | 2025         | Bad Aibling, Deutschland                |
| 20  | Kanada             | Cody Kunyk – A           | C    | 20. Mai 1990       | 2024         | Sherwood Park, Alberta, Kanada          |
| 18  | Vereinigte Staaten | Anthony Louis – A        | C    | 10. Februar 1995   | 2024         | Winfield, Illinois, USA                 |
| 77  | Deutschland        | Luca Tosto               | F    | 18. November 2000  | 2023         | Bad Tölz, Deutschland                   |
| 24  |                    | T. J. Trevelyan – A      | LW   | 6. März 1984       | 2011         | Mississauga, Ontario, Kanada            |
| 33  | Deutschland        | Tim Wohlgemuth           | LW   | 22. Juli 1999      | 2025         | Landsberg am Lech, Deutschland          |
| 83  | Deutschland        | Sebastian Zwickl         | F    | 27. März 2007      | 2025         | Rosenheim, Deutschland                  |

Trainerstab
| Tätigkeit      | Nat.                   | Name                             | Geburtsdatum  | Im Team seit | Geburtsort                        |
| -------------- | ---------------------- | -------------------------------- | ------------- | ------------ | --------------------------------- |
| Cheftrainer    | Kanada-Deutschland     | Larry Mitchell (Interimstrainer) | 2. Juni 1967  | 2024         | Zweibrücken, Deutschland          |
| Co-Trainer     | Tschechien-Deutschland | Thomas Dolak                     | 25. März 1979 | 2024         | Gottwaldov, Tschechoslowakei      |
| Torwarttrainer | Deutschland            | Dennis Endras                    | 14. Juli 1985 | 2024         | Immenstadt im Allgäu, Deutschland |
| Teammanager    | Kanada-Deutschland     | Duanne Moeser                    | 3. April 1963 | 1994         | Waterloo, Ontario, Kanada         |
| Sportdirektor  | Kanada-Deutschland     | Larry Mitchell                   | 2. Juni 1967  | 2024         | Zweibrücken, Deutschland          |

- Thomas Dolak
- Dennis Endras
- Duanne Moeser

### Bedeutende frühere Mannschaften

#### Zweitligameister 1994
| Position      | Name |
| Tor:          | Karl Burkhardt, Reinhard Haider, Ian Wood |
| Verteidigung: | Alfred Burkhard, Scott Campbell, Christian Curth, Karl-Heinz Fliegauf, Dieter Medicus, Fritz Meyer, Daniel Naud |
| Sturm:        | Dietrich Adam, Jiří Brousek, Thomas Gröger, Robert Heidt, Marty Irvine, Anton Krinner, Duanne Moeser, Robert Paclik, Ales Polcar, Patryk Pysz, Andreas Römer, Heinrich Römer, John Samanski, Jürgen Trattner, Sven Zywitza |
| Trainer:      | Gunnar Leidborg |

#### Deutscher Vizemeister 2010
| Position      | Name |
| Tor:          | Dennis Endras, Leo Conti |
| Verteidigung: | Chris Heid, Jeff Likens, Steffen Tölzer, Patrick Seifert, T. J. Kemp, Florian Kettemer, Christian Chartier, Benedikt Kohl                                                                                 |
| Sturm:        | Brett Engelhardt, Rhett Gordon, Colin Murphy, Steve Junker, Tyler Beechey, Chris Collins, Michael Kreitl, Connor James, Thomas Jörg, Matt Ryan, Richard Rochefort, Darin Olver, Uli Maurer, Tom Kühnhackl |
| Trainer:      | Larry Mitchell, Duanne Moeser |

## Spieler

### Gesperrte Trikotnummern
Die Rückennummern 7 von Duanne Moeser und die 5 von Paul Ambros werden vom Verein nicht mehr vergeben. Zur Erinnerung an die Ausgezeichneten wurde jeweils ein Banner mit der Nummer unter dem Dach des Curt-Frenzel-Stadions angebracht.
Duanne Moeser wechselte im August 1987 nach Deutschland, wo er zunächst für den ERC Sonthofen spielte. 1989 kam er das erste Mal für drei Jahre nach Augsburg. Nach zwei Jahren, die der Angreifer beim EHC Dynamo Berlin, dem EC Kassel dem EA Kempten sowie dem SB Rosenheim verbrachte, kehrte Moeser zu den inzwischen in die DEL aufgestiegenen Panthern zurück, bei denen er seine aktive Karriere 2005 beendete und seitdem als Assistenztrainer tätig ist.

### Mitglieder der Hockey Hall of Fame Deutschland
In die „Hall of Fame“ des deutschen Eishockeymuseums werden Persönlichkeiten aufgenommen, die sich um den Eishockeysport in Deutschland verdient gemacht haben. Von den aufgenommenen Akteuren wirkten in Augsburg:
(Teamzugehörigkeit und Position in Klammern)
| - Paul Ambros (1965–1973, Verteidigung) Ambros spielte seit seiner Jugend beim EV Füssen, mit denen er zwischen 1953 und 1965 elfmal Deutscher Meister werden konnte. Anschließend verließ er die Bayern im Unfrieden und wechselte nach Augsburg, wo er 1968 mit dem AEV in die Bundesliga aufstieg. | - Joseph Heiß (seit 2008, Torwarttrainer) Der Torhüter begann seine Karriere beim SC Riessersee und wechselte schließlich über die Düsseldorfer EG zu den Kölner Haien, mit denen er 1995 die deutsche Meisterschaft gewinnen konnte. Seit Beginn der Saison 2008/09 ist der ehemalige Nationalspieler Torwarttrainer der Augsburger Panther.                   | - Martin Hinterstocker (1986–1987, Sturm) Schon als 20-Jähriger gewann Hinterstocker mit dem Berliner Schlittschuhclub 1974 die deutsche Meisterschaft. Mit der deutschen Nationalmannschaft gewann der Angreifer bei den Olympischen Spielen 1976 die Bronzemedaille und spielte neben der Düsseldorfer EG, dem ECD Iserlohn, dem ESV Kaufbeuren und dem SC Riessersee auch für den Augsburger EV. | - Ernst Höfner (1974–1978, Sturm) Höfner absolvierte 666 Bundesligaspiele sowie 140 Partien für die deutsche Nationalmannschaft, mit denen er sechs Weltmeisterschaften und zwei olympische Eishockeyturniere bestritt. Seine Karriere begann der sechstbeste Scorer der Bundesligageschichte und heutige Trainer 1974 beim Augsburger EV.                                                |
| - Udo Kießling (1973–1974, Verteidigung) Kießling, der von 1973 bis 1974 für den AEV auf dem Eis stand, war der 1981 der erste deutsche Spieler, der eine Partie in der National Hockey League absolvierte. Mit dem Kölner EC wurde der Verteidiger sechsmal deutscher Meister. International ist er mit 320 Länderspielen Deutschlands Rekordnationalspieler, bis 2003 war er zudem mit dieser Anzahl Weltrekordspieler. | - Ēriks Koņeckis (1945–1948, Sturm) Der Lette siedelte nach dem Zweiten Weltkrieg nach Deutschland über, wo er von 1945 bis 1948 für den HC Augsburg aufs Eis ging. Mit Preußen Krefeld wurde Konecki als Spieler 1951 Deutscher Meister, den benachbarten Krefelder EV führte er als Spielertrainer im folgenden Jahr ebenfalls zur Meisterschaft.             | - Ernst Köpf (1966–1973, 1980–1982, Sturm) Köpf spielte ab 1959 beim EV Füssen, mit dem er insgesamt fünfmal deutscher Meister wurde. Weitere Stationen waren der Augsburger EV, der Berliner Schlittschuhclub, der ERC Freiburg und der Augsburger EV. Als Nationalspieler bestritt der Angreifer die olympischen Eishockeyturniere 1964, 1968 und 1976.                                           | - Dieter Medicus (1992–1995, Verteidigung) Der Abwehrspieler absolvierte über 500 Bundesligaspiele für Iserlohn, München, Kaufbeuren sowie Preussen Berlin und nahm mit der Nationalmannschaft an drei Weltmeisterschaften und den Olympischen Spielen 1988 teil. Seine Karriere beendete Medicus beim Augsburger EV, mit dem er 1994 in die DEL aufstieg und dort noch ein Jahr spielte. |
| - Holger Meitinger (1976–1977, Sturm) Meitinger begann seine Bundesligakarriere 1976 beim Augsburger EV. Mit dem Kölner EC gewann der Angreifer in den 1980er-Jahren vier deutsche Meisterschaften. Mit der Nationalmannschaft bestritt er zudem die Weltmeisterschaften 1979, 1981, 1982 und 1983 sowie die Olympischen Spiele 1980.                                                                                     | - Klaus Merk (1985–1986, 1998–2000, Tor) Der mehrfache Nationaltorhüter stand in der 2. Bundesliga erstmals für den AEV zwischen den Pfosten. Nach Engagements in Rosenheim sowie bei Preussen Berlin gewann Merk mit den Adler Mannheim 1998 die deutsche Meisterschaft und kehrte anschließend noch einmal für zwei Jahre zu den Augsburger Panthern zurück.  | - Duanne Moeser (1989–1992, 1993, seit 1994 Sturm/Co-Trainer) Der gebürtige Kanadier wechselte 1992 nach Deutschland, wo er zunächst für den ERC Sonthofen spielte. Zweimal unterschrieb der Angreifer während seiner späteren DEL-Karriere einen Vertrag in Augsburg, wo er seine aktive Karriere 2005 beendete und seitdem als Assistenztrainer tätig ist.                                        | - Hans Rampf (1971–1972, Trainer) Rampf bestritt während seiner aktiven Zeit 640 Spiele für den EC Bad Tölz, mit dem er 1962 Deutscher Meister wurde. Anschließend arbeitete der 101-malige Nationalspieler als Trainer und gewann 1967 mit der Düsseldorfer EG seine zweite Meisterschaft. In der Saison 1971/72 stand er für den AEV hinter der Bande.                                  |
| - Xaver Unsinn (1968–1970, Trainer) Xaver Unsinn spielte von 1946 bis 1960 beim EV Füssen, mit dem er acht Meisterschaften errang. Mit der deutschen Nationalmannschaft bestritt er fünf Weltmeisterschaften und zwei Olympische Spiele, ehe er ab 1960 als Trainer tätig war, unter anderem von 1968 bis 1970 beim Augsburger EV.                                                                                        | - Leonhard Waitl (1969–1972, Verteidigung) Sechsmal wurde der Verteidiger mit dem EV Füssen Deutscher Meister, bevor er 1965 zum FC Bayern München wechselte. Nach der Auflösung deren Eishockeymannschaft wurden die Spieler des FCB vom Augsburger EV, für den Waitl bis 1972 spielte und schließlich mit dem EV Füssen noch einmal die Meisterschaft gewann. | | |

### Rekordspieler
| Spieler                         | Spiele | Tore | Assists | Punkte | Pkt/Spiel | Strafmin. | Zeitraum  | Saisons |
| ------------------------------- | ------ | ---- | ------- | ------ | --------- | --------- | --------- | ------- |
| Steffen Tölzer                  | 707    | 28   | 97      | 125    | 0,177     | 420       | 2003–2019 | 17      |
| Duanne Moeser                   | 705    | 269  | 325     | 594    | 0,84      | 775       | 1989–2005 | 15      |
| Georg Hetmann                   | 617    | 192  | 262     | 454    | 0,73      | 372       | 1977–1991 | 15      |
| Andreas Römer                   | 484    | 226  | 223     | 449    | 0,928     | 806       | 1982–1994 | 12      |
| Arvīds Reķis                    | 460    | 33   | 82      | 115    | 0,25      | 521       | 2003–2019 | 10      |
| Karl-Heinz Fliegauf             | 362    | 78   | 265     | 343    | 0,948     | 344       | 1981–1994 | 7       |
| Tommy Jakobsen                  | 326    | 23   | 75      | 98     | 0,301     | 538       | 1996–2002 | 6       |
| T.J. Trevelyan                  | 324    | 99   | 92      | 191    | 0,59      | 138       | 2011–2019 | 9       |
| Jiří Broušek                    | 317    | 140  | 182     | 322    | 1,016     | 185       | 1985–1994 | 7       |
| Brady Lamb                      | 290    | 37   | 123     | 160    | 0,552     | 276       | 2014–2019 | 6       |
| Harald Birk                     | 254    | 48   | 144     | 192    | 0,756     | 262       | 1994–2000 | 6       |
| Drew LeBlanc                    | 223    | 56   | 137     | 193    | 0,865     | 112       | 2015–2019 | 5       |
| Paul Ambros                     | 200    | 60   | 56      | 116    | 0,58      | 457       | 1965–1973 | 8       |
| Sergei Wostrikow                | 198    | 86   | 109     | 195    | 0,985     | 217       | 1999–2003 | 4       |
| Rick Girard                     | 194    | 57   | 106     | 163    | 0,840     | 176       | 1998–2006 | 4       |
| Ernst Höfner (Eishockeyspieler) | 162    | 124  | 88      | 212    | 1,309     | 59        | 1974–1979 | 5       |

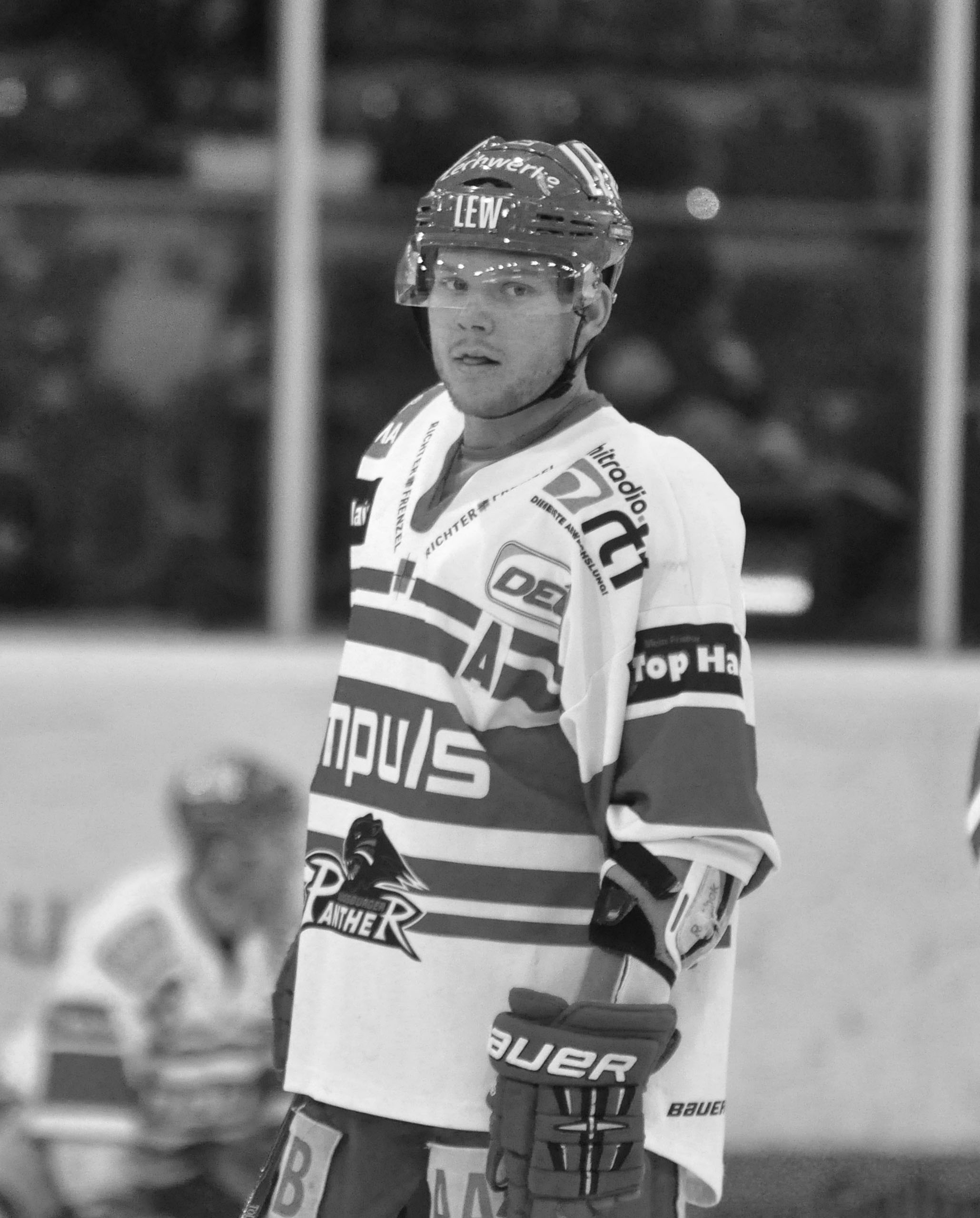
Steffen Tölzer

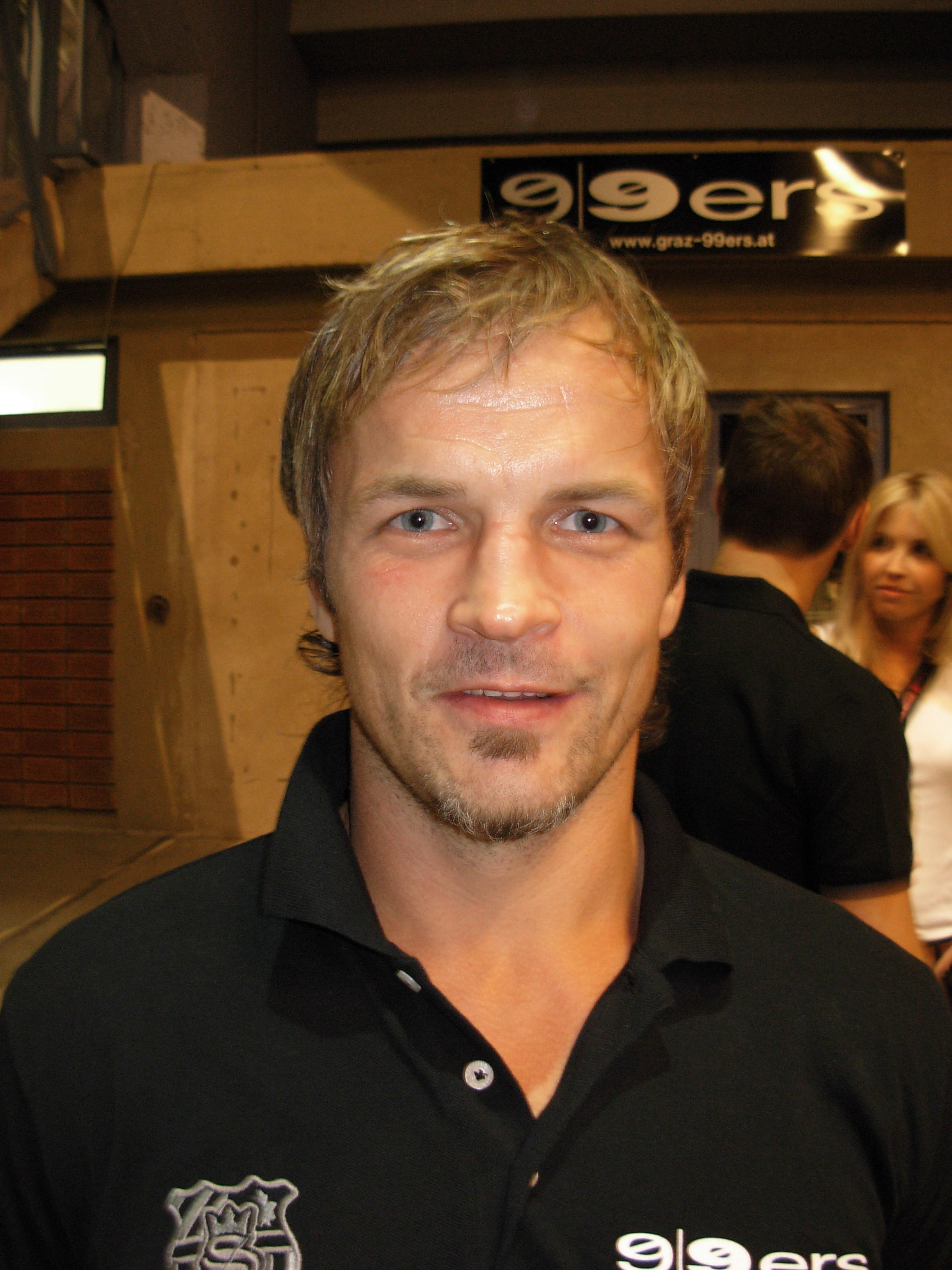
Tommy Jakobsen

(Stand: November 2019; Kombination der Statistiken für den Augsburger EV und die Augsburger Panther)

### Weitere bedeutende ehemalige Spieler
(Teamzugehörigkeit und Position in Klammern)
| - Rich Brennan (2004–2005, Verteidigung) Der ehemalige NHL-Spieler, der dort unter anderem für die San Jose Sharks und die Los Angeles Kings auf dem Eis stand, wechselte nach seiner Zeit in Augsburg in der Saison 2004/05 zu den Nürnberg Ice Tigers, mit denen er Vizemeister des Jahres 2007 wurde. | - François Méthot (2004–2005, Sturm) Der Kanadier erzielte für die Panther in 52 Spielen 44 Scorerpunkte und stand nach seiner Zeit in Augsburg unter anderem bei den Adler Mannheim unter Vertrag, mit denen er 2007 den Deutschen Meistertitel erringen konnte. | - Jakub Ficenec (2001–2002, Verteidigung) Ficenec steht aktuell beim ERC Ingolstadt unter Vertrag, bei denen er seit 2003 die meisten Punkte eines Spielers der Klubgeschichte erzielen konnte. Für die Panther kam der Verteidiger in der Saison 2001/02 in 57 Spielen auf 37 Scorerpunkte. |

### Teilnahmen von Spielern am All-Star-Game
Einige Spieler der Augsburger Panther wurden für das DEL All-Star-Game nominiert, ein Freundschaftsspiel, welches zwischen 1998 und 2009 jeweils kurz vor Beginn der Saison bzw. in späteren Jahren zum Jahresbeginn stattfand und in dem die herausragendsten Spieler der Deutschen Eishockey Liga gegeneinander antraten.
| Teilnahmen am All-Star-Game während der Teamzugehörigkeit |             |              |               |
| Name                                                      | Position    | Teilnahme(n) | Team          |
| Brad Bergen                                               | Verteidiger | 1998         | Deutschland   |
| Magnus Eriksson                                           | Torhüter    | 2002         | DEL All-Stars |
| André Faust                                               | Stürmer     | 1999         | DEL All-Stars |
| Shane Joseph                                              | Stürmer     | 2007         | Nordamerika   |
| François Méthot                                           | Stürmer     | 2005         | DEL All-Stars |
| John Miner                                                | Verteidiger | 2004         | DEL All-Stars |
| Duanne Moeser                                             | Stürmer     | 2005         | DEL All-Stars |
| Andreas Morczinietz                                       | Stürmer     | 2002         | Deutschland   |
| Mark Murphy                                               | Stürmer     | 2009         | Nordamerika   |
| Harlan Pratt                                              | Verteidiger | 2008         | Nordamerika   |
| Daniel Rau                                                | Verteidiger | 2004         | Deutschland   |
| Sergei Wostrikow                                          | Stürmer     | 1999         | DEL All-Stars |
| Bob Wren                                                  | Stürmer     | 2004         | DEL All-Stars |

## Trainer
Quelle: eishockey-statistiken.de
- 1962–1964 Johann Langhans
- 1965–1966 Martin Beck
- 1966 Johann Langhans
- 1966–1968 Martin Beck
- 1968–1970 Xaver Unsinn
- 1970–1971 Michael Daski
- 1971–1972 Hans Rampf
- 1972–1974 Jozef Čapla
- 1974–1976 Gerd Junghanns
- 1976–1979 Jack Holmes
- 19179 Johan (Hans) Schmaußer
- 1979–1980 Cark Brewer, Jozef Čapla, David Smith
- 1980–1981 Jouni Samuli
- 1982–1983 Rudolf Schneider
- 1983–1985 Marian Hurtík
- 1985–1987 Heinz Zerres
- 1987 Gerd Junghanns
- 1987–1988 Anton Waldmann
- 1988–1990 David Sherlock
- 1990–1991 Jozef Čapla
- 1991–1995 Gunnar Leidborg
- 1995–1996 Chris Reynolds
- 1996–1998 Gary Prior
- 1998 Ricki Alexander
- 1998–1999 Gunnar Leidborg
- 1999–2001 Bob Manno
- 2001–2002 Daniel Naud
- 2002–2003 Rich Chernomaz
- 2003–2005 Benoît Laporte
- 2005 Randy Edmonds
- 2005–2007 Paulin Bordeleau
- 2007–2014 Larry Mitchell
- 2014–2015 Greg Thomson
- 2015–2019 Michael Stewart
- 2019–2021 Tray Tuomie
- 2021–2022 Mark Pederson
- 2022 Serge Pelletier
- 2022 Peter Russell
- 2022–2023 Kai Suikkanen
- 2023–2024 Christof Kreutzer
- 2024 Ted Dent
- seit 2024 Larry Mitchell (Interimstrainer)

## Stammverein
Im Stammverein Augsburger EV, aus dem die Profimannschaft nach Gründung der DEL in eine Gesellschaft mit beschränkter Haftung ausgegliedert wurde, sind die verschiedenen Nachwuchsmannschaften organisiert. Unter dem Motto „Zukunft Eishockey“ hat der AEV ein Nachwuchs- und Ausbildungskonzept entwickelt, um den Kindern neben den Eishockey-technischen Fähigkeiten, auch wichtige Werte einer Mannschaftssportart zu vermitteln.
Der AEV betreibt 1 Mannschaft in der Altersklasse U9, 2 Kleinschüler- (U11, U10), 2 Knaben- (U13) und 2 Schülermannschaften (U15) jeweils in der Landesliga und der Bayernliga, eine Jugendmannschaft (U17) in der Bundesliga, so wie eine Mannschaft in der Deutschen Nachwuchsliga (DNL).
Ausgebildet werden die Nachwuchsspieler in der Laufschule des AEV, wo sie zunächst Grundlagen wie Schlittschuhlaufen sowie Umgang mit Schläger und Puck erlernen und anschließend an den Spielbetrieb herangeführt werden.
Gesamtverantwortlich für den AEV ist der Vorstand mit Wolfgang Renner (Präsident) und Simone Mantke-Brendel (stv. Präsidentin).
Der Augsburger EV ist 2016 als erster bayrischer DEL-Stammverein mit der höchsten Zertifizierungs-Stufe von 5 Sternen bewertet worden.

### Amateurmannschaft
Die Mannschaft der ProAmateure des Augsburger EV konnte sich als Vizemeister der Bayernliga in der Saison 1999/00 in der Qualifikationsrunde zur Regionalliga Süd 2000/01 für die Regionalliga Süd 2000/01 qualifizieren. Nach der Auflösung der Regionalliga Süd nahm die Mannschaft an der Eishockey-Oberliga 2002/03 teil, aus der die Mannschaft in die Bayernliga abstieg und nach der Saison 2004/05 nicht mehr am Spielbetrieb teilnahm. Ab der Saison 2010/11 wurde wieder eine Seniorenmannschaft als AEV-Amateure zum Spielbetrieb gemeldet und in die Bezirksliga Süd eingeteilt. Mit der Teilnahme am Finale um die bayerische Bezirksligameisterschaft, in dem man dem HC Landsberg unterlag, wurde wiederholt der Aufstieg geschafft, so dass in der Saison 2011/12 in der Landesliga Süd-West gespielt wurde. Nach dem Abstieg wurde die Mannschaft im September 2012 vom Spielbetrieb der Bezirksliga vom Vorstand abgemeldet.

### Fraueneishockey
Nachdem in der Saison 1988/89 erstmals unter dem Dach des AEV eine Fraueneishockeymannschaft – die Augsburger Icecats – am Spielbetrieb teilgenommen hatte, stieg die Mannschaft zur Saison 1997/98 in die Bundesliga auf. Nach der Saison 1999/00 nahm die Mannschaft nicht mehr am Spielbetrieb teil.

### Nachwuchs
- Deutscher Juniorenmeister 1998
- Deutscher Jugendmeister 1974

## Spielstätten

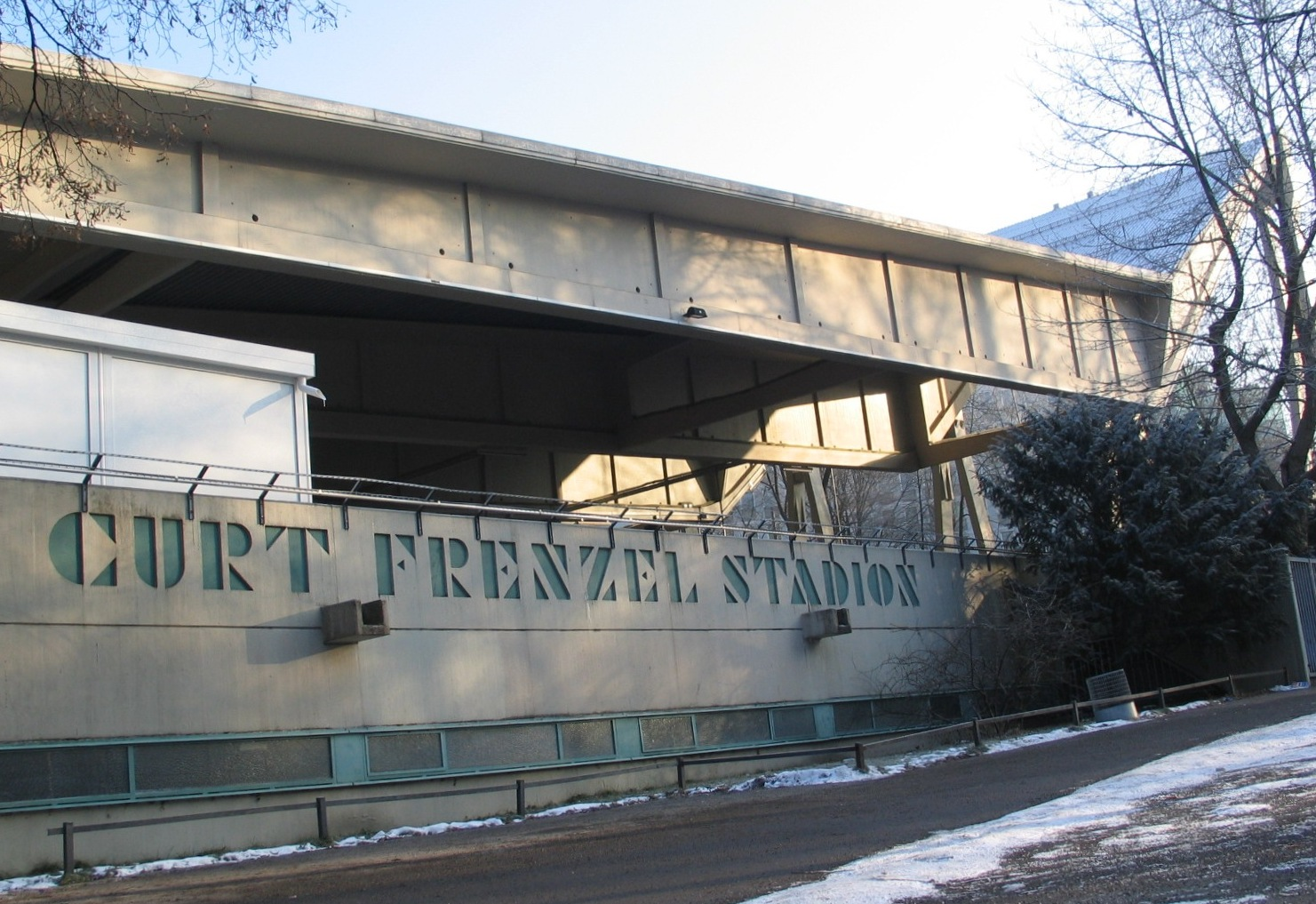
Das Curt-Frenzel-Stadion vor dem Umbau

Die Panther tragen ihre Heimspiele im bereits seit 1936 existierenden Curt-Frenzel-Stadion aus. Es ist seit 2013 ein komplett geschlossenes Stadion, nachdem bereits 2008 der Kabinentrakt und 2009 das Dach modernisiert wurden. Die gesamten Umbaukosten werden auf mehr als 18 Millionen Euro geschätzt. Aktuell fasst das Stadion 6.179 Zuschauer, vor dem letzten Umbau fanden 7.774 Zuschauer Platz, davon 1.500 auf Sitzplätzen.
Seit 1936 wurde die Arena schrittweise erweitert und modernisiert. Bis zum Zweiten Weltkrieg fanden rund 3.000 Zuschauer in dem traditionsreichen Eisstadion Platz. Nachdem es während des Zweiten Weltkriegs fast vollständig zerstört worden war, nahm der damalige Verein, der HC Augsburg, das Stadion 1945 wieder in Betrieb. Die letzte vollständige Sanierung, vor dem Umbau zur geschlossenen Halle, wurde im Jahre 1978 durchgeführt.